# Compatibilisme
Het compatibilisme is een filosofische theorie die stelt dat vrije wil en determinisme beiden tegelijkertijd waar kunnen zijn.  
Filosofen die compatibilisten zijn, proberen de vrije wil met het determinisme te verenigen.

## Bekende compatibilisten
- David Hume
- John Martin Fischer
- Immanuel Kant
- G.E. Moore
- Daniel Dennett